# Ferenci (Vižinada)
Ferenci is een plaats in de gemeente Vižinada in de Kroatische provincie Istrië. De plaats telt 89 inwoners (2001).